# Volo Turkish Airlines 1951
Il volo Turkish Airlines 1951 (noto anche come Poldercrash o incidente di Schiphol Polderbaan) è stato un collegamento passeggeri che precipitò durante l'atterraggio all'aeroporto di Amsterdam-Schiphol, nei Paesi Bassi, il 25 febbraio 2009, causando la morte di nove passeggeri e membri dell'equipaggio, compresi i tre piloti.
L'aereo, un Boeing 737-800 della Turkish Airlines, si schiantò in un campo a circa 1,5 km a nord della pista Polderbaan (18R), prima di attraversare l'autostrada A9, alle 09:26 UTC (10:26 CET), dopo aver volato da Istanbul, Turchia. L'aereo si spezzò in tre parti al momento dell'impatto. I rottami non presero fuoco.
L'incidente venne causato principalmente dalla reazione automatica dell'aereo, innescata da un radioaltimetro difettoso. Questo fece sì che l'automanetta riducesse la potenza dei motori al minimo durante l'avvicinamento. L'equipaggio se ne accorse troppo tardi per intervenire in modo appropriato per aumentare la spinta e recuperare l'aereo prima che andasse in stallo e si schiantasse. La Boeing emise poi un bollettino per ricordare ai piloti di tutti gli aerei della serie 737 e BBJ l'importanza di monitorare la velocità dell'aria e l'altitudine, sconsigliando l'uso del pilota automatico o dell'automanetta durante l'atterraggio in caso di discrepanze con l'altimetro radio.
Un'inchiesta del New York Times del 2020 rivelò che l'indagine olandese sull'incidente aveva escluso o minimizzato le critiche alla Boeing in seguito alle pressioni esercitate da quest'ultima e dai funzionari federali statunitensi per la sicurezza, che avevano invece enfatizzato l'errore del pilota come fattore piuttosto che i difetti di progettazione.

## Antefatti

### L'aeroplano

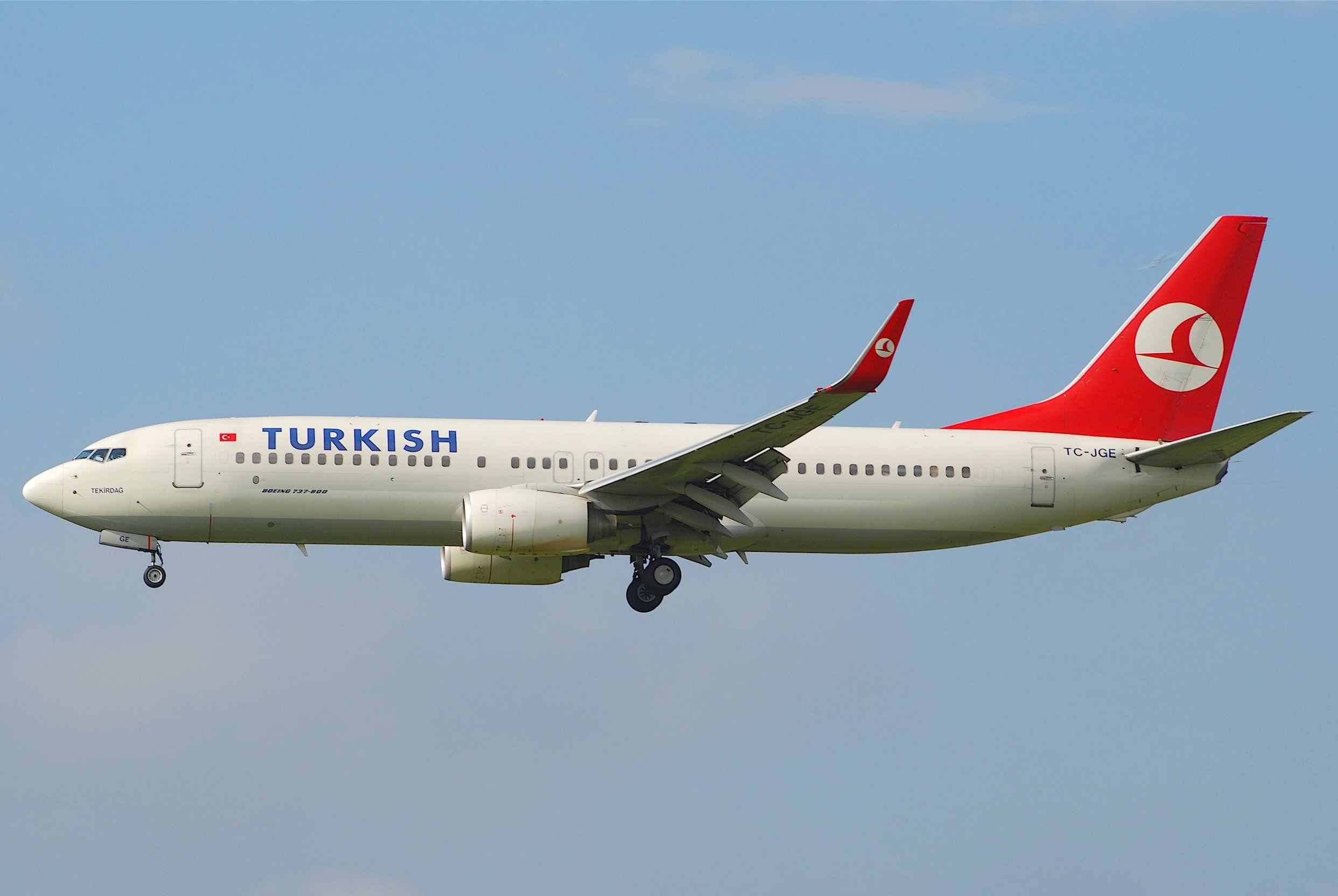
TC-JGE, l'aereo coinvolto, fotografato un anno prima dell'accaduto.

Il velivolo che operava il volo 1951 era un Boeing 737-800 della serie Next Generation modello 8F2 di 7 anni con registrazione TC-JGE, denominato "Tekirdağ". Il modello 8F2 denota la configurazione del 737-800 costruito per essere utilizzato dalla Turkish Airlines. Aveva 51 aerei di questo modello in servizio al momento dell'incidente. L'aereo effettuò il suo primo volo il 24 gennaio 2002 e fu consegnato alla Turkish Airlines il 27 marzo 2002.

### Passeggeri ed equipaggio
A bordo c'erano 128 passeggeri e 7 membri dell'equipaggio. Il volo era sotto il comando del comandante e istruttore Hasan Tahsin Arisen (54 anni). Ex Comandante della flotta dell'Aeronautica Turca, Arisen lavorava per la Turkish Airlines dal 1996 ed era uno dei piloti più esperti della compagnia aerea. Aveva oltre 5.000 ore di volo sull'F-4E Phantom II. Olgay Özgür (28 anni) era il pilota di sicurezza del volo, diplomato in una scuola di volo ad Ankara, che aveva volato con l'MD-80 per la World Focus Airlines prima di unirsi alla Turkish Airlines e superare l'abilitazione al tipo 737 nel 2006; era seduto sullo strapuntino centrale della cabina di pilotaggio. Murat Sezer (42), copilota in addestramento di linea, volava come copilota. L'equipaggio di cabina era composto da Figen Eren, Perihan Özden, Ulvi Murat Eskin e Yasemin Vural.

## L'incidente

Diagramma delle piste dell'aeroporto. In nero è rappresentata la pista dove doveva atterrare l'aereo. La stella indica il punto dove ha toccato terra.

Il volo venne autorizzato ad avvicinarsi alla pista 18R (nota anche come pista Polderbaan), ma toccò terra molto prima della pista, scivolando sull'argilla bagnata di un campo arato, subendo danni significativi. Sebbene la fusoliera si fosse rotta in tre pezzi, non prese fuoco. Entrambi i motori si separarono e si fermarono a 100 metri dalla cellula.
Mentre diversi sopravvissuti e testimoni indicarono che i soccorritori avevano impiegato dai 20 ai 30 minuti per arrivare sul luogo dell'incidente, altri affermarono che erano arrivati rapidamente sulla scena. Vennero inviate circa 60 ambulanze insieme ad almeno tre elicotteri LifeLiner (ambulanze aeree, Eurocopter EC135) e una flotta di autopompe. Secondo una notizia non confermata dal De Telegraaf, in un primo momento i vigili del fuoco avrebbero sbagliato la posizione del luogo dell'incidente, ritardando il loro arrivo. Le corsie delle autostrade A4 e A9 vennero chiuse al traffico per consentire ai servizi di emergenza di raggiungere rapidamente il luogo dell'incidente.
I corpi dei tre membri dell'equipaggio della cabina di pilotaggio furono gli ultimi a essere rimossi dall'aereo, intorno alle 20:00 di quella sera, perché la stessa doveva essere esaminata prima di poter essere aperta per raggiungerli. Inoltre, alcuni dei sopravvissuti affermarono che almeno uno dei piloti era vivo dopo l'incidente. I parenti dei passeggeri arrivarono ad Amsterdam condotti dalla stessa Turkish Airlines poco dopo.
Turkish Airlines continua a utilizzare il numero di volo 1951 sulla rotta Istanbul-Amsterdam, operata principalmente da un Airbus A321neo o da un Airbus A330. TC-JMJ, un Airbus A321 consegnato due giorni dopo l'incidente alla Turkish Airlines, venne chiamato Tekirdağ in memoria del volo.

## Le indagini

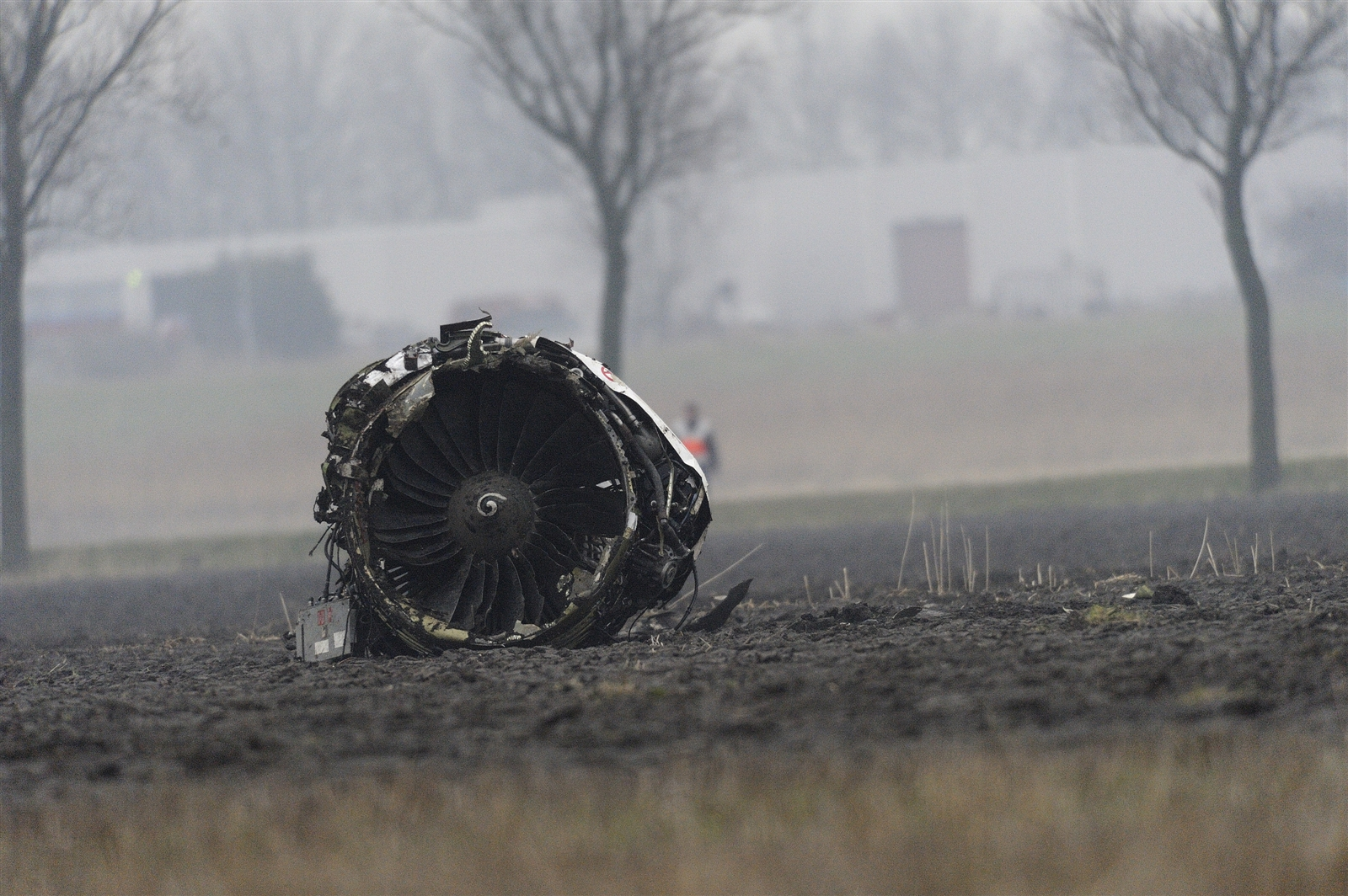
I motori si sono staccati dalla fusoliera e sono stati trovati a circa 100 metri.

L'indagine è stata condotta dal Dutch Safety Board (DSB, olandese: Onderzoeksraad voor Veiligheid o OVV) e assistita da un team di esperti della Turkish Airlines e da un team rappresentativo del  National Transportation Safety Board (NTSB), accompagnato da consulenti di Boeing e la Federal Aviation Administration (FAA), la direzione generale dell'aviazione civile turca (SHGM), l'operatore, l'Air Accidents Investigation Branch britannico e il Bureau d'Enquêtes et d'Analyses pour la sécurité de l'aviation civile (BEA) francese. Il registratore vocale della cabina di pilotaggio e il registratore dei dati di volo furono recuperati subito dopo l'incidente e poi trasportati a Parigi per la lettura dei dati. Inizialmente, la procura olandese aveva chiesto al DSB di consegnare le scatole nere, ma il DSB si era rifiutato affermando che non era presente alcuna indicazione di omicidio, omicidio colposo, dirottamento o terrorismo, che avrebbe giustificato un'indagine da parte dell'accusa.

Durante l'avvicinamento finale per l'atterraggio, l'aereo era a circa 2 000 piedi (610 m) dal suolo, quando il radioaltimetro sinistro (del comandante) cambiò improvvisamente da 1 980 piedi (600 m) a un'altitudine di −8 piedi (−2,4 m) , sebbene il radioaltimetro di destra (del copilota) funzionasse correttamente. La registrazione vocale mostrò che all'equipaggio era stato dato un segnale acustico di avvertimento (avvisatore acustico del carrello di atterraggio) che indicava che il carrello di atterraggio dell'aereo avrebbe dovuto essere abbassato, poiché l'aereo, secondo il radioaltimetro del comandante, stava volando troppo basso. Ciò era accaduto più volte durante l'avvicinamento a Schiphol. Il motivo per cui il radioaltimetro del comandante stava causando problemi era che il primo ufficiale aveva commesso un errore armando il sistema di pilota automatico dell'aereo per un approccio ILS (Instrument Landing System) a doppio canale.

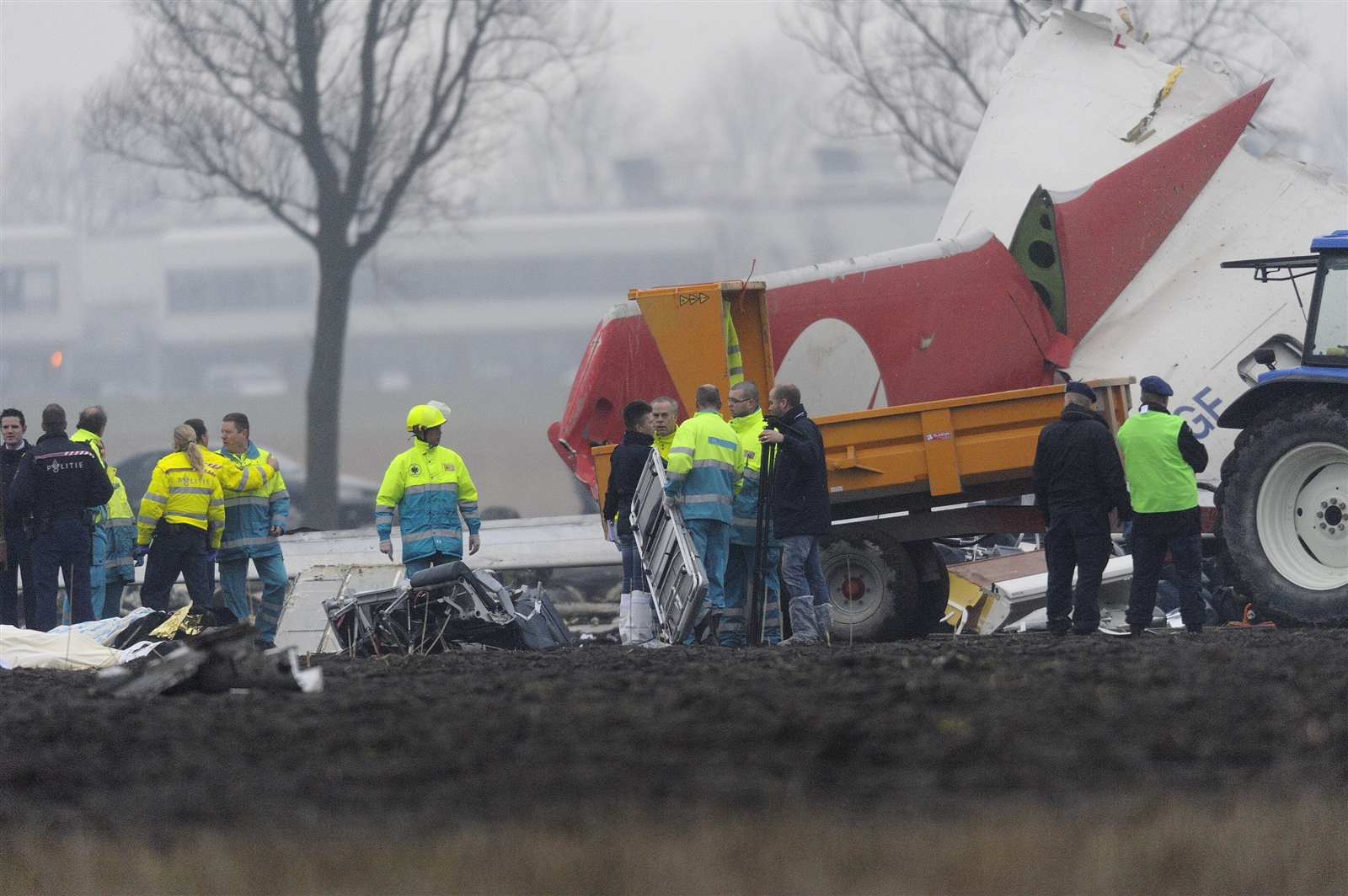
La sezione di coda ha impattato per prima.

L'aereo del tipo Boeing 737NG è dotato di due sistemi di pilota automatico o unità di controllo di volo (FCC - Flight Control Computer), che possono funzionare indipendentemente l'uno o l'altro (canale singolo) o contemporaneamente (canale doppio). Questi sistemi sono chiamati CMD A e CMD B. CMD A è il FCC del posto sinistro (comandante), mentre CMD B è il FCC del posto destro (primo ufficiale). Durante le normali operazioni, il PF (Pilota ai comandi) utilizza la rispettiva FCC. Questo viene definito "canale singolo". Tuttavia, se l'equipaggio intende effettuare un atterraggio automatico, ovvero quando l'aereo effettua l'avvicinamento e atterra automaticamente (durante un avvicinamento ILS CAT III), si devono impegnare entrambe le FCC, in questo modo l'avvicinamento può essere effettuato con maggiore precisione in condizioni avverse di visibilità, consentendo ai piloti di abbassare la MDA (altitudine minima di decisione) a 50 piedi (15 m). Questo è chiamato "doppio canale". La procedura operativa standard della Turkish Airlines all'epoca stabiliva che tutti gli avvicinamenti dovevano essere effettuati "a doppio canale" quando disponibile, ma il primo ufficiale inesperto (sul 737NG) si dimenticò di attivare la modalità di avvicinamento nel pannello di controllo (MCP) dell'aereo prima di attivare CMD A per rendere l'avvicinamento a "doppio canale", il che significava che l'aereo pensava che i piloti volessero eseguire un avvicinamento a canale singolo utilizzando solo il CMD A (pilota automatico del comandante). Tuttavia, all'insaputa dei piloti, il CMD A aveva avuto un guasto al radioaltimetro, che sarebbe stato il principale contributo all'incidente. Successivamente, il rapporto preliminare della commissione di sicurezza indicò che la cronologia del registratore dei dati di volo del radioaltimetro del comandante mostrava 8 191 piedi (2 497 m) (il massimo possibile registrato) fino alla discesa dell'aereo fino a 1 950 piedi (590 m), poi improvvisamente mostrò −8 piedi (−2,4 m).
Le manette vennero tirate indietro al minimo per rallentare l'aereo nella discesa e acquisire il sentiero di discesa, ma l'automanetta tornò inaspettatamente alla modalità "ritardata", che è progettata per diminuire automaticamente la spinta poco prima di toccare la pista a 27 piedi (8,2 m) sopra l'altitudine della pista.  A 144 nodi (267 km/h), i piloti aumentarono manualmente la spinta per sostenere quella velocità, ma l'automanetta riportò immediatamente la leva della spinta al minimo perché il primo ufficiale non manteneva la leva delle manette in posizione. Le manette rimasero al minimo per circa 100 secondi mentre l'aereo rallentava fino a 83 nodi (154 km/h), ossia 40 nodi (74 km/h) al di sotto la velocità di riferimento mentre l'aereo scendeva al di sotto dell'altitudine richiesta per rimanere sul sentiero di discesa. Lo stick shaker si attivò a circa 490 piedi (150 m) dal suolo, indicando uno stallo imminente, l'automanetta avanzò e il comandante tentò di applicare la massima potenza. I motori risposero, ma non era disponibile abbastanza altitudine o velocità per recuperare e l'aereo colpì prima la coda a terra a 95 nodi (176 km/h).
I dati del registratore di volo mostravano anche che lo stesso problema all'altimetro si era verificato due volte durante gli otto atterraggi precedenti, ma che in entrambe le occasioni l'equipaggio aveva agito correttamente disinnestando l'automanetta e aumentando manualmente la spinta. Erano in corso le indagini per determinare il motivo per cui non erano state intraprese ulteriori azioni dopo che era stato rilevato il problema dell'altimetro. In risposta alle conclusioni preliminari, Boeing emise un bollettino, Multi-Operator Message (MOM) 09-0063-01B, per ricordare ai piloti di tutte le serie 737 e degli aerei Boeing Business Jet (BBJ) l'importanza del monitoraggio della velocità e dell'altitudine ("strumenti primari di volo"), sconsigliando l'uso del pilota automatico o dell'automanetta durante l'atterraggio in caso di discrepanze del radioaltimetro. Dopo la pubblicazione del rapporto preliminare, la stampa olandese e internazionale concluse che la disattenzione del pilota aveva causato l'incidente, sebbene diversi notiziari turchi abbiano comunque sottolineato altre possibili cause.
Il 9 marzo 2009 iniziò il recupero del relitto. Tutte le parti dell'aereo furono spostate in un hangar di East Schiphol per la ricostruzione.
È stato riferito che il primo ufficiale era sopravvissuto allo schianto stesso, ma che i soccorritori non erano riusciti a raggiungerlo attraverso la porta della cabina di pilotaggio a causa delle misure di sicurezza introdotte in seguito agli attacchi dell'11 settembre 2001. Alla fine, i soccorritori riuscirono a penetrare nella cabina di pilotaggio attraverso il tetto, quando il primo ufficiale era ormai morto.

### Rapporto finale

Seat map

La relazione finale è stata pubblicata il 6 maggio 2010. Il DSB ha affermato che l'avvicinamento non era stabilizzato; quindi, l'equipaggio avrebbe dovuto avviare una riattaccata. L'autopilota aveva seguito il sentiero di discesa  mentre l'automanetta aveva ridotto la spinta al minimo a causa di un radioaltimetro difettoso che mostrava un'altitudine errata. Ciò aveva causato una diminuzione della velocità relativa e un aumento dell'assetto di beccheggio; tutto ciò era passato inosservato all'equipaggio fino all'attivazione dello stick shaker. Prima di ciò, il controllo del traffico aereo fece sì che l'equipaggio intercettasse il sentiero dall'alto; questo aveva oscurato l'errata modalità di accelerazione automatica e aveva aumentato il carico di lavoro dell'equipaggio. La successiva procedura di recupero non era stato eseguita correttamente, causando lo stallo e lo schianto dell'aereo. Turkish Airlines ha contestato i risultati dell'indagine sull'incidente sul recupero dallo stallo.

## Le vittime
Morirono in 9 e si registrarono un totale di 120 feriti, di cui 11 gravi. Cinque dei deceduti erano cittadini turchi, tra cui il comandante, il primo ufficiale, un pilota di addestramento e un membro dell'equipaggio di cabina. Quattro erano americani, di cui tre furono identificati come dipendenti della Boeing di stanza ad Ankara e impegnati in un programma di allarme rapido e controllo aereo per l'esercito turco.
L'aereo trasportava 53 passeggeri dai Paesi Bassi, 51 dalla Turchia, sette dagli Stati Uniti, tre dal Regno Unito, uno ciascuno da Germania, Bulgaria, Italia e Taiwan.

## Nella cultura di massa
Il volo Turkish Airlines 1951 è stato analizzato nella puntata Chi è al comando? della decima stagione del documentario Indagini ad alta quota trasmesso dal National Geographic Channel.